# 乾き亭げそ太郎
乾き亭 げそ太郎（かわきてい げそたろう、1971年〈昭和46年〉1月19日 - ）は、鹿児島県を拠点に活躍する日本のお笑い芸人・ローカルタレント。本名、櫨木 信一（はぜき しんいち）。
鹿児島県薩摩川内市生まれ、鹿児島市出身。元太田プロダクション所属。身長174cm、血液型B型。旧芸名ははぜき 信一。志村けんの弟子。ウクレレの師匠は、高木ブー。

## 略歴

### 人物
23歳だった1994年（平成6年）11月、上京しイザワオフィスを突然訪れ、志村けんの運転手兼弟子入りして芸能活動を開始。志村の付き人を20歳から約5年務めた山崎まさやとは、付き人の期間が約1ヶ月間被っており、その間は付き人についていろいろと教わった。1997年（平成9年）より『志村けんのバカ殿様』（フジテレビ）のレギュラーとして「眼鏡をかけた家来」役で知られ出演。志村の運転手兼付き人を約7年間務めた後、2002年（平成14年）1月19日にかねきよ勝則と「いちばんのり!」を結成したが、2006年（平成18年）3月11日にコンビ解散。解散後は「乾き亭げそ太郎」として活動。命名は所属事務所の先輩である肥後克広と元・猿岩石の有吉弘行。定番の一発ネタは、掌を下にして両腕を重ね、10本のイカの足のようなポーズで挨拶する「おはげそラッチョ」。趣味は洋菓子作りで、仕事場などでは後輩に振る舞うほどの腕前。
2010年（平成22年）4月に地元の鹿児島テレビ（KTS）からのオファーで『げっきん!かごしま』のレポーターとして1か月間、鹿児島に滞在。その後も定期的に出演する。ライブ活動などを地道に続けていたが、同年12月をもって東京でのタレント生活をいったん休止し、ふるさとの鹿児島を当面の拠点とすることを決め、鹿児島市に帰郷。40歳を迎える2011年（平成23年）以降、『げっきん!かごしま』レポーターを中心に、鹿児島でタレント活動を開始。帰郷後も太田プロには引き続き所属し、志村の番組『バカ殿様』や舞台『志村魂』のキャストとして出演を続け、仕事のたびに上京して東京などでも仕事をこなしていたが、2016年（平成28年）3月31日を以て15年間所属した太田プロを退社し、『志村けんのバカ殿様』も同年10月放送分にて降板した。
鹿児島テレビの番組には引き続き出演。C&Kとは、げそ太郎が準レギュラーとして出演していた番組『デルフォイの神託』から共演しており、『見っどナイト』でも「C&K鹿児島まるごと地元化43計画」をはじめとしたC&K出演の企画において頻繁に共演しているほか、『わがまま!気まま!旅気分』（BSフジ・フジネットワーク）でも2018年（平成30年）と2019年（令和元年）に共演している。『かごニュー』では、げそ太郎が生中継で鹿児島市電の電停を起点に街歩きするコーナー「ぶらり!かごしま電停の旅」も、2018年（平成30年）1月15日から担当している。街行く人から、自分が住む地元の町のおすすめスポットを教えてもらい、そのスポットを訪問するコーナー「鹿児島わが町自慢」も2019年（令和元年）5月15日から担当しており、2020年（令和2年）からは午後7時にゴールデンタイムで1時間放送されている、げそ太郎の特別番組『鹿児島わが町自慢～地元の“とっておき”教えて～』も不定期で放送されており、2022年（令和4年）8月9日からは、毎週火曜日11時からYouTubeで過去の放送を順次配信している。『志村友達』（フジテレビ）では、過去に出演したコント映像も何度か放送された。

### エピソード
ゲストに笑福亭鶴瓶が登場した2007年（平成19年）1月放送の『バカ殿様』で、志村とプライベートのことでやりあった際、鶴瓶に「こいつがすべてを知っている」と指を差される場面があった。2020年（令和2年）に志村が亡くなったときには、各メディアから取材を受けており、鹿児島テレビで同年9月に放送された『KTSの日2020』や同年10月に放送された『かごnew』の特集では、志村との思い出を語ったり、ぜひ飲んでほしいと製造者が送った焼酎を志村が気に入り愛飲した焼酎・伊七郎（）を製造する企業「海連」による、志村との交流をインタビューする企画も放送され、2021年（令和3年）5月には高木ブー、ダチョウ倶楽部、川上麻衣子、志村の兄夫婦、志村のマネージャーたち、志村と交流があった麻布の飲食店関係者など、げそ太郎が志村と親交の深い者に会い、約1年がかりで制作されたドキュメンタリー番組『僕の師匠は志村けん』も鹿児島テレビで放送された。
志村の付き人を辞めて間もない頃は、麻布十番で高木ブーが経営していたハワイアンバー「Boo's Bar HALONA（ブーズバー・ハロナ）」で、しばらくアルバイトをしており、そのハワイアンバーで開催されていたウクレレ教室では、生徒として約2年間ウクレレを習っていた。げそ太郎は後に、2016年（平成28年）2月21日に、鹿児島市のホテル・パレスイン鹿児島で開催された高木ブー・ディナーショーでも、高木と共演。
竜兵会の一員でもあり、鹿児島テレビでは2012年（平成24年）11月2日放送『ゆうテレ・おはら祭スペシャル げそ太郎がダチョウ倶楽部をおもてなし!』や、『ゆうテレ』の2014年（平成26年）9月26日放送「アミュプラザ鹿児島プレミアム館開業記念特集」で、ダチョウ倶楽部と共演を果たしている。不定期で出演していた『ダチョ・リブレ』では、上島竜兵の妻・広川ひかるとの仲について、上島夫人のほうが上島本人より交流が多く、親しく親切にされているなど、不倫疑惑として番組内でネタにされていた。土田晃之も鹿児島で豪雨被害（令和2年7月豪雨）があった2020年（令和2年）に、事務所の後輩だったげそ太郎へ連絡したことを明かしている。志村が亡くなった夜、上島からビデオ通話がかかってきて、お互い泣きながら会話したと、げそ太郎は明かしている。げそ太郎は志村が亡くなって間もない当初、いくつかあった取材依頼を全て断っていることを上島に話したところ「バカ野郎。それは師匠がお前にくれた仕事だから受けないとダメだ」と叱られたことも明かしている。
2008年（平成20年）には、佐賀県唐津市の唐津観光協会により、第3回目が実施された唐津・呼子イカ検定で満点合格を果たす。
2012年（平成24年）3月25日に放送された『志村けんの激ウマ列島』（テレビ朝日）では、ロケの前入りで鹿児島の指宿温泉街に来ていた志村の下へ挨拶に行ったところ、一緒に飯でも食べていけと声を掛けられ番組スタッフを含めた食事会に参加することとなり、その場で志村から明日一緒に番組に出てはどうだと誘われ、「ここのシーンで、げそを使っても大丈夫だよな」と志村がすぐ番組スタッフに相談した結果、志村らと共演。指宿いわさきホテルでの一場面で、げそが「鹿児島に来るなら連絡くださいよ」と現れ、芋焼酎・匠の華を志村と上島竜兵に手渡し、ちょっと山の方へ行ってみたいと言う志村に「山川がいいですよ」と紹介した後、「じゃ、僕は鹿児島市内でちょっと仕事があるので」「いや案内しないですよ僕」「皆さんは山の方へ行って、僕はちょっと都会の方で仕事があるので」という会話に志村ら出演者からツッコミを入れられる役で出演した。
2015年（平成27年）11月19日には、数年間で体重が増加していた当時のげそ太郎が、『ゆうテレ』の番組企画でRIZAP鹿児島店に通ってトレーニングや低糖質食事法を行い、2016年（平成28年）1月の結果発表に向けダイエットに挑戦して成功した結果、CM出演を果たした。その後も、C&Kのツアーに参加するメンバーらと一緒にトレーニングを行ったり、自身がトレーニングを行う動画をネットで公開したりと、現在も引き締まった体形は維持している。
2013年（平成25年）1月から、鹿児島で定期的に開かれるお笑いライブ「ぬれたんふ」を主催して、当時ビューティーメーカーとして活動していた竹之内雄太らと共に始め、現在も出演しており、2017年（平成29年）1月からは、野口たくおやよし俣とよしげなど、鹿児島のタレントらが出演する鹿児島弁喜劇「オモシテガ!!」にも参加している。
温泉ソムリエの資格も有している。2018年（平成30年）8月24日からは、MBCタレントの早稲田裕美子らと3人で結成した「pocket夢楽団」で、ウクレレ兼ボーカル担当として活動していた。2012年（平成24年）10月7日からはYouTubeチャンネル「乾き亭げそ太郎」を開始して、pocket夢楽団での動画を公開しており、2020年（令和2年）1月22日からは、それ以外のことを主に扱う新たなYouTubeチャンネル「げそ太郎」も開始した。2020年（令和2年）には、かごしま漬物大使に就任。
2021年（令和3年）2月には、著書『我が師・志村けん』が発売。本のレヴュー記事では、志村の仕事上の顔や、仲間内での顔や、個人の顔を多面体で表現できていると高く評価され、げそ自身のこともクソがつくほどの真面目さだと評価されている。
2022年（令和4年）6月に、タレントで鹿児島テレビの女性リポーターである久木崎みなみと入籍し、9月に第1子となる女児が誕生。

## 出演

### テレビ
- かごnew（KTS鹿児島テレビ、2017年4月7日 -）
- 見っどナイト（鹿児島テレビ、2013年4月10日 -）
- 鹿児島わが町自慢～地元の“とっておき”教えて～（鹿児島テレビ、2020年2月4日 -）

### 過去に出演したテレビ
- 志村けんのバカ殿様（フジテレビ、1997年 - 2016年10月[注釈 3]）
- 志村けんのだいじょうぶだぁII（フジテレビ、2005年10月12日 - 2008年3月26日[注釈 4]）
- 爆笑伝説!志村けんの変なおじさんVSネプチューン大決戦!!（フジテレビ、1999年12月7日）
- あの日、僕らの命はトイレットペーパーよりも軽かった（日本テレビ、2008年7月8日）
- スパスパ人間学!（TBSテレビ）
- ダチョ・リブレ（CSテレ朝チャンネル）
- 上田ちゃんネル 24時間ぐらいTV!!2010（テレ朝チャンネル、2010年4月17日 - 4月18日）
- キャくれ家（朝日放送、2010年11月12日）
- 今田耕司プレゼンツ 鶴瓶vs未知数芸人 俺の相方誰やねん!?スペシャル（関西テレビ、2011年1月2日）
- げっきん!かごしま（鹿児島テレビ、2010年4月 - 2012年3月）
- デルフォイの神託（鹿児島テレビ、2012年8月17日 - 2013年3月29日）
- ゆうテレ（鹿児島テレビ、2012年4月2日 - 2013年3月29日）
- ゆうテレ・おはら祭スペシャル げそ太郎がダチョウ倶楽部をおもてなし!（鹿児島テレビ、2012年11月2日）
- げそ太郎のみんなの法律相談（鹿児島テレビ、2013年6月1日 - 2014年2月22日）
- わがまま!気まま!旅気分（フジネットワーク、2014年5月17日、11月1日、2018年9月1日、2019年8月31日）
- チャンネル8（鹿児島テレビ、2015年9月5日）
- FNS27時間テレビ（2023年7月23日、フジテレビ）「run for money 逃走中 27時間テレビスペシャル」

### ラジオ
- KTSすっぴんブレイク（フレンズFM、2012年6月8日 -）

### CM
- ライザップ（2016年2月 - 2016年12月）
- 松下孝建設（2024年9月 - [注釈 5]）

### ネット配信
- 竜兵会（GYAO!）
- 竜兵会の約束（BeeTV、2010年3月20日 -[注釈 6]）
- 千鳥のロコスタ（GYAO!、第25回[注釈 7]）

### 舞台
- リバースヒストリカ（2007年2月2日 - 2月4日）
- 志村魂（2007年6月 - 2015年8月）

### 連載
- 「乾き亭げそ太郎の芸人道」（南日本新聞、2020年4月26日 -[27][注釈 8]）

## 書籍
- 我が師･志村けん 僕が「笑いの王様」から学んだこと（2021年2月26日、集英社インターナショナル）ISBN 978-4-7976-7395-1[28][29][30][31]